# Marek Suker
Marek Suker (Bytom, 1982. október 31. –) lengyel labdarúgócsatár.

## Pályafutása

### Klubcsapatokban
A bytom-i e Silesia Miechowice klubnál kezdte a pályafutását. Aztán Bobrek Karb Bytom játékosa lett. 2000-ben a Gwarek Zabrzéhez igazolt, amelynek színeit egy évig képviselte. 2001-ben szerződést írt alá a Ruch Chorzówval, ahol a lengyel első osztályban  debütált. 2004-ben visszatért a Zabrzébe, ezúttal a Walka Makoszowy játékosa lett. 2005-ben a Ruch Radzionkówhoz igazolt. Az új csapat színeiben 2005. augusztus 6-án lépett pályára először a Promień Żary elleni találkozón. 2010. december 20-án másfél éves szerződést írt alá Zagłębie Sosnowieccel. A 2010–11-es szezon után elhagyta a Zagłębie Sosnowiec együttesét. Suker karrierjének következő klubja az Orzeł Miedary volt, itt a 2012–13-as szezonban játszott. 2013-ban visszatért korábbi csapatához, a Miechowicéhez, ahol elkezdte a sportkarrierjét. A Silesia Miechowice csapatának 2019 márciusa óta az edzője is.